# Litre funéraire
Pour les articles homonymes, voir Litre (homonymie).

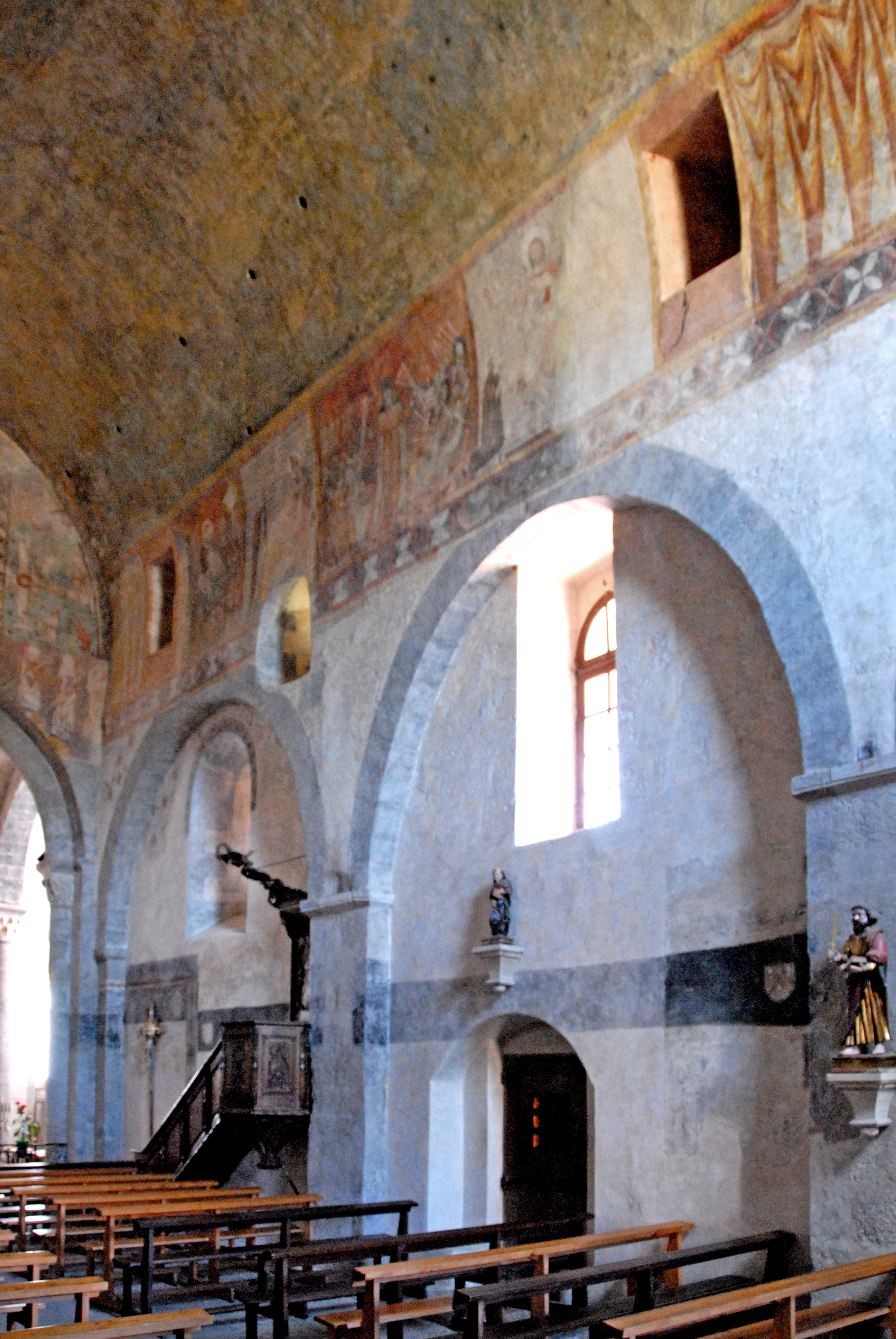
Abbaye Saint-André de Lavaudieu.

Une litre funéraire (emprunt au  latin médiéval lista, « bordure »), litre seigneuriale, litre funèbre, ceinture funèbre ou ceinture de deuil est, sous l'Ancien Régime en France, une bande noire posée à l'intérieur d'une église, et parfois même à l'extérieur, pour honorer un défunt.

## Description
Cette ornementation de l’église est réalisée à l'occasion des funérailles d'une personnalité. Elle consiste en une bande d'étoffe de couleur noire ou une bande noire peinte sur les murs extérieurs ou intérieurs de l'église ou du bâtiment religieux où se déroulait la messe d'enterrement. Cette bande noire placée en hauteur s'agrémente de représentations du défunt et le cas échéant de ses armoiries.
Dans certaines régions, comme dans les diocèses d'Évreux et de Chartres, le support de la litre est une bande de mortier légèrement en surplomb. Les litres extérieures ont plus souvent disparu que celles à l'intérieur des édifices ; seule persiste parfois cette bande de mortier.
La litre funéraire peut faire le tour de tout l’édifice. De nature provisoire, peu de litres ont subsisté. La peinture peut être remplacée par une litre temporaire en tissu posée lors des obsèques d’un privilégié. La litre se limite parfois à la chapelle intérieure d'une église. Il était défendu de placer des litres sur les images saintes et sur les croix de consécration.
En 1215, au quatrième concile du Latran, l'Église limite l'emprise des laïcs sur ses biens en remplaçant le Dominium laicus (« dominium laïque », le roi, duc ou tout autre noble qui avait fait construire l'église sur ses terres en était son propriétaire) par le « droit de patronage ». L'autorité ecclésiastique attribue en contrepartie à ces nobles certaines prérogatives, dont le droit de présentation de leurs armoiries sur l'église et le « droit de litre ».
« Le patron fondateur avait droit de litre ; ses enfants, ses successeurs ou ayants cause, pouvaient les faire peindre au-dedans de l'église seulement et non au-dehors, s'il n'était seigneur haut-justicier. ». D'après Christian Davy et Laurence Blondeau, le plus ancien énoncé du droit de litre est l'ordonnance de Villers-Cotterêts de 1539 prise par François Ier.
En cas de litre double la litre supérieure indique la prééminence du seigneur concerné, soit le patron avec au-dessous le seigneur haut-justicier soit le seigneur suzerain au-dessus de son vassal.
Cette coutume se développe à partir du XIVe siècle et caractérisera ensuite les obsèques princières de Louis II de Flandre à Charles Ier d'Orléans. René II de Lorraine fit tendre de noir la collégiale Saint-Georges de Nancy pour célébrer les funérailles de Charles le Téméraire.
Le droit de litre faisant partie des prérogatives seigneuriales sera supprimé à la Révolution française par la loi du 13-20 avril 1791, article 18.
Dans certains cas, on peut en retrouver cachées sous un badigeon ou sous le bois d'une chaire à prêcher, comme dans les églises Saint-Mansuy de Fontenoy-le-Château ou Saint-Denis de Sézanne, ou en 2008 à Sermaise.

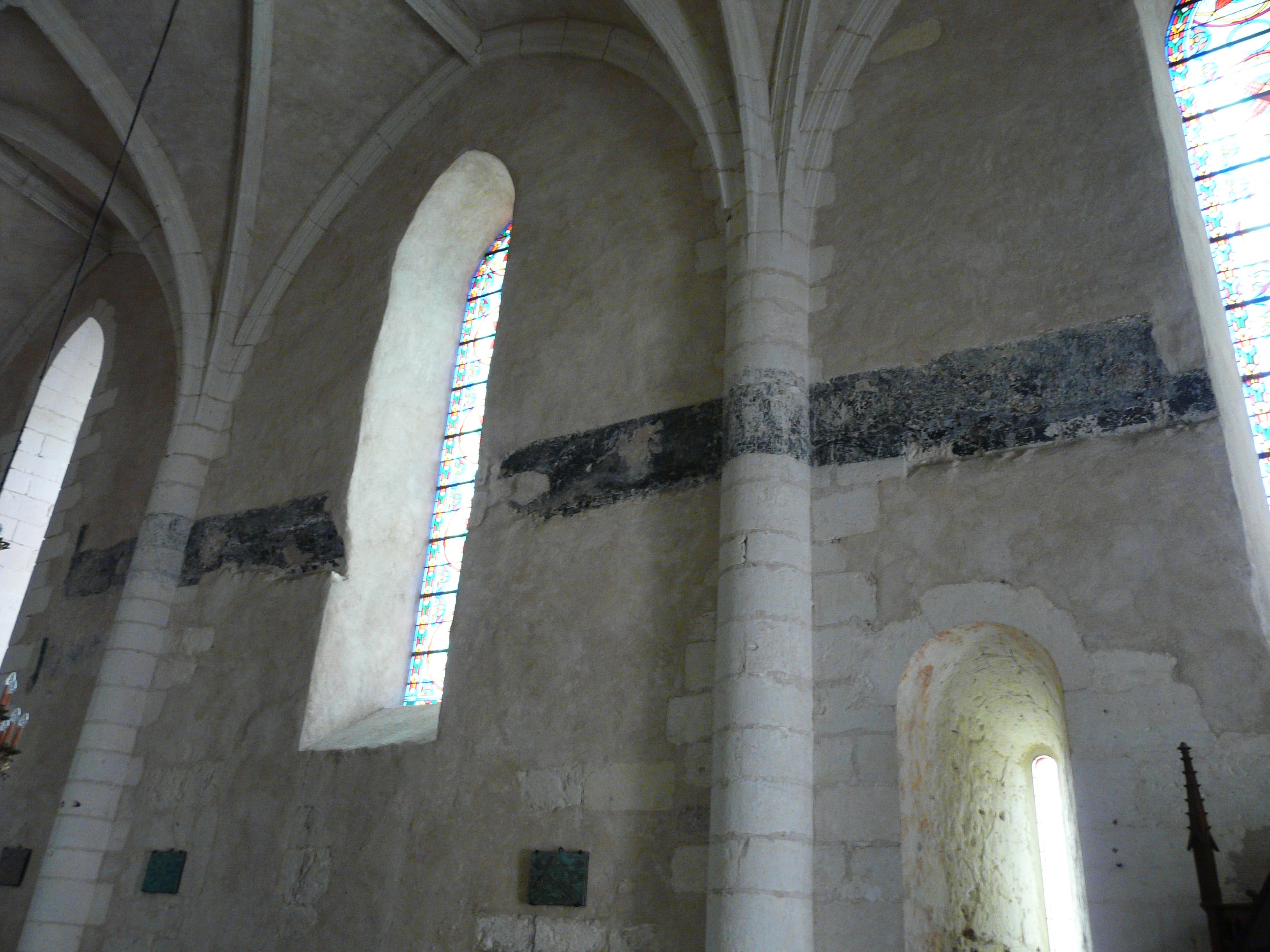
Église Saint-Pierre-ès-Liens de Chantérac.
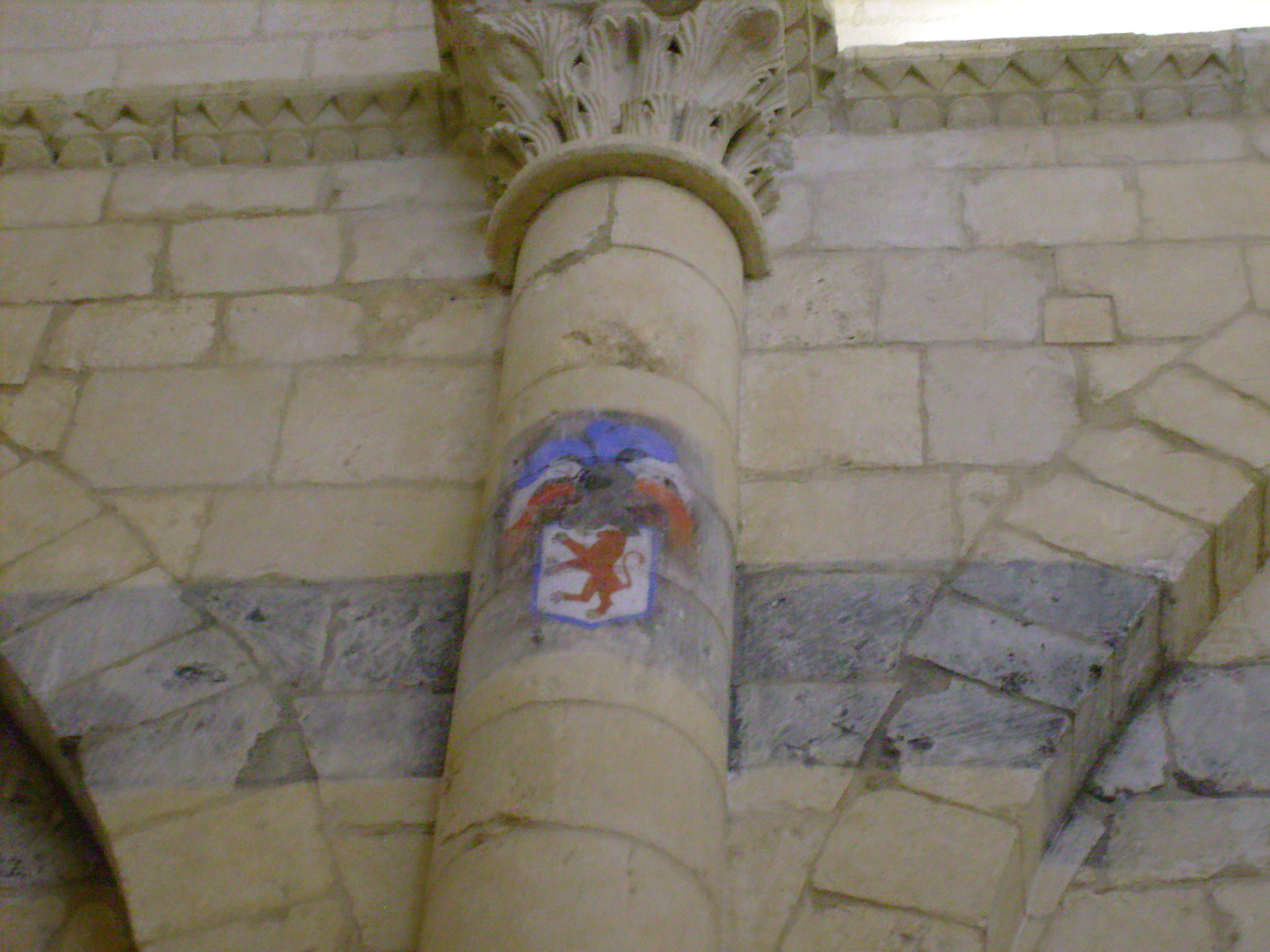
Église de Rioux.
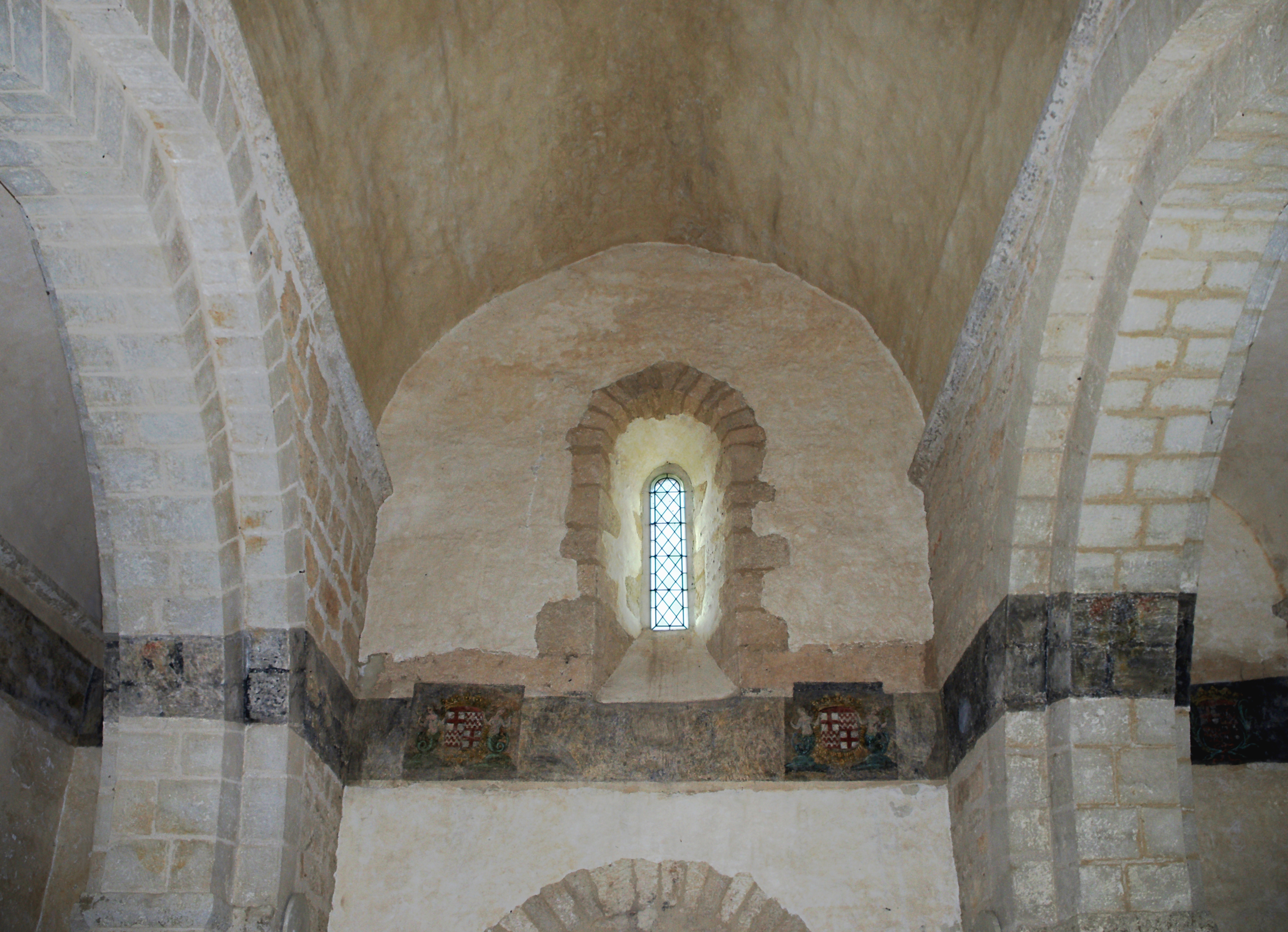
Église Saint-Martin de Brux, Vienne.
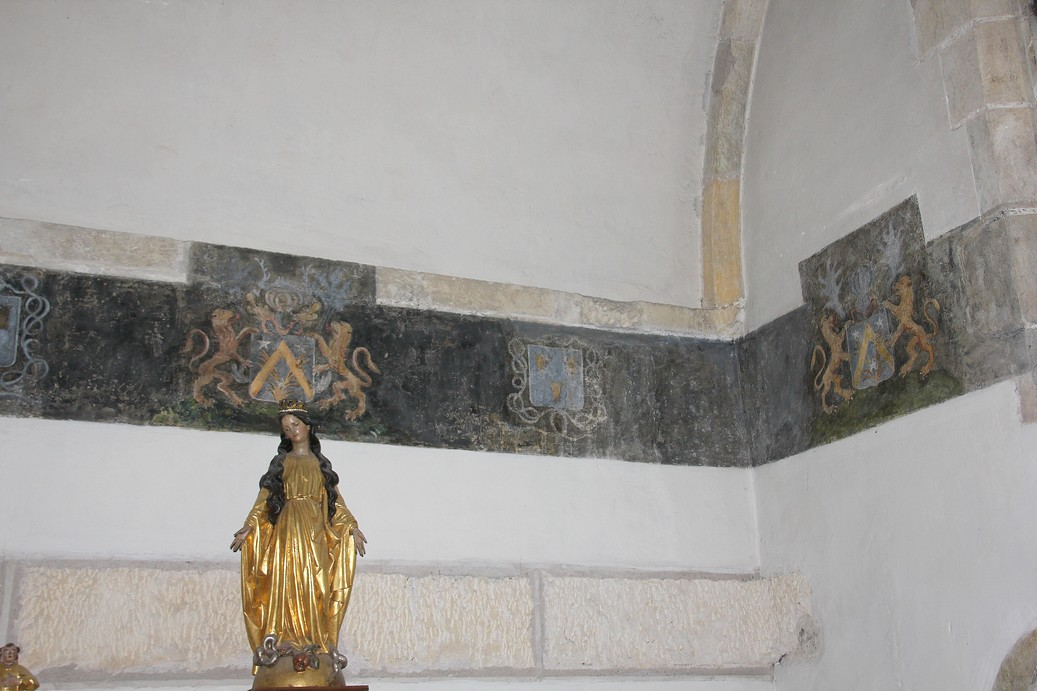
Église Saint-Étienne d'Ainay-le-Château.
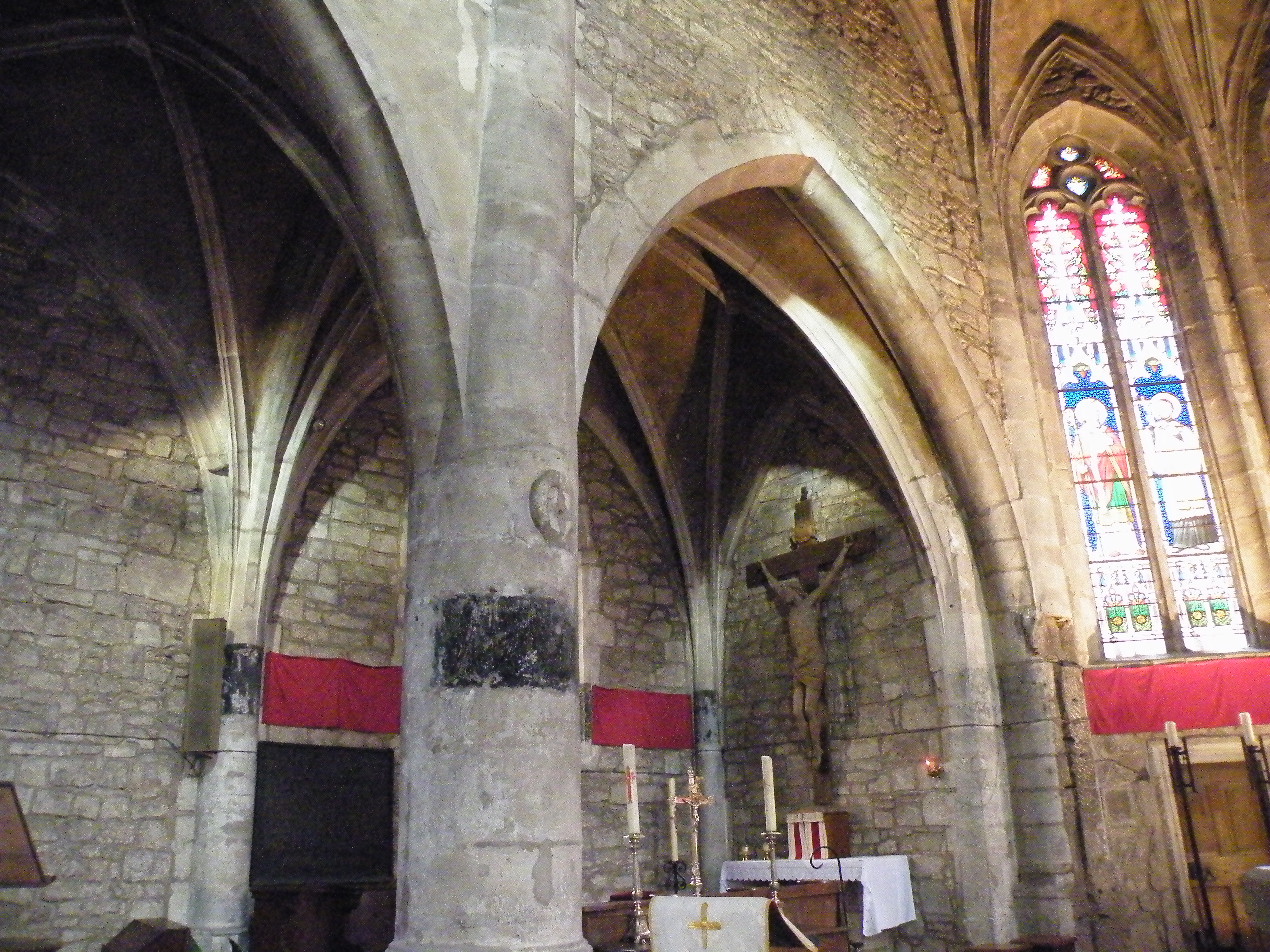
Église Saint-Mansuy de Fontenoy-le-Château.
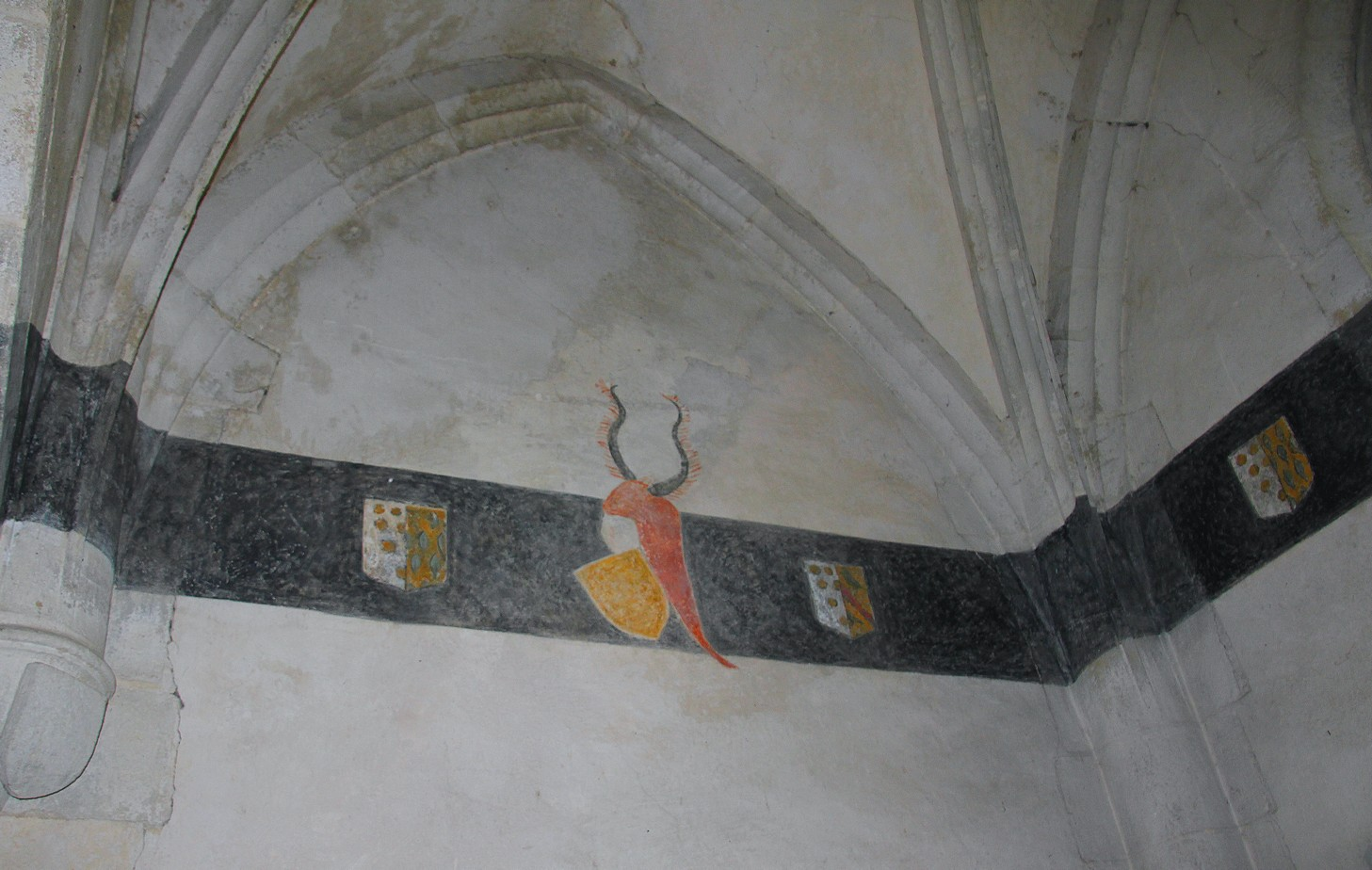
Hérisson (Allier), église de Chateloy.
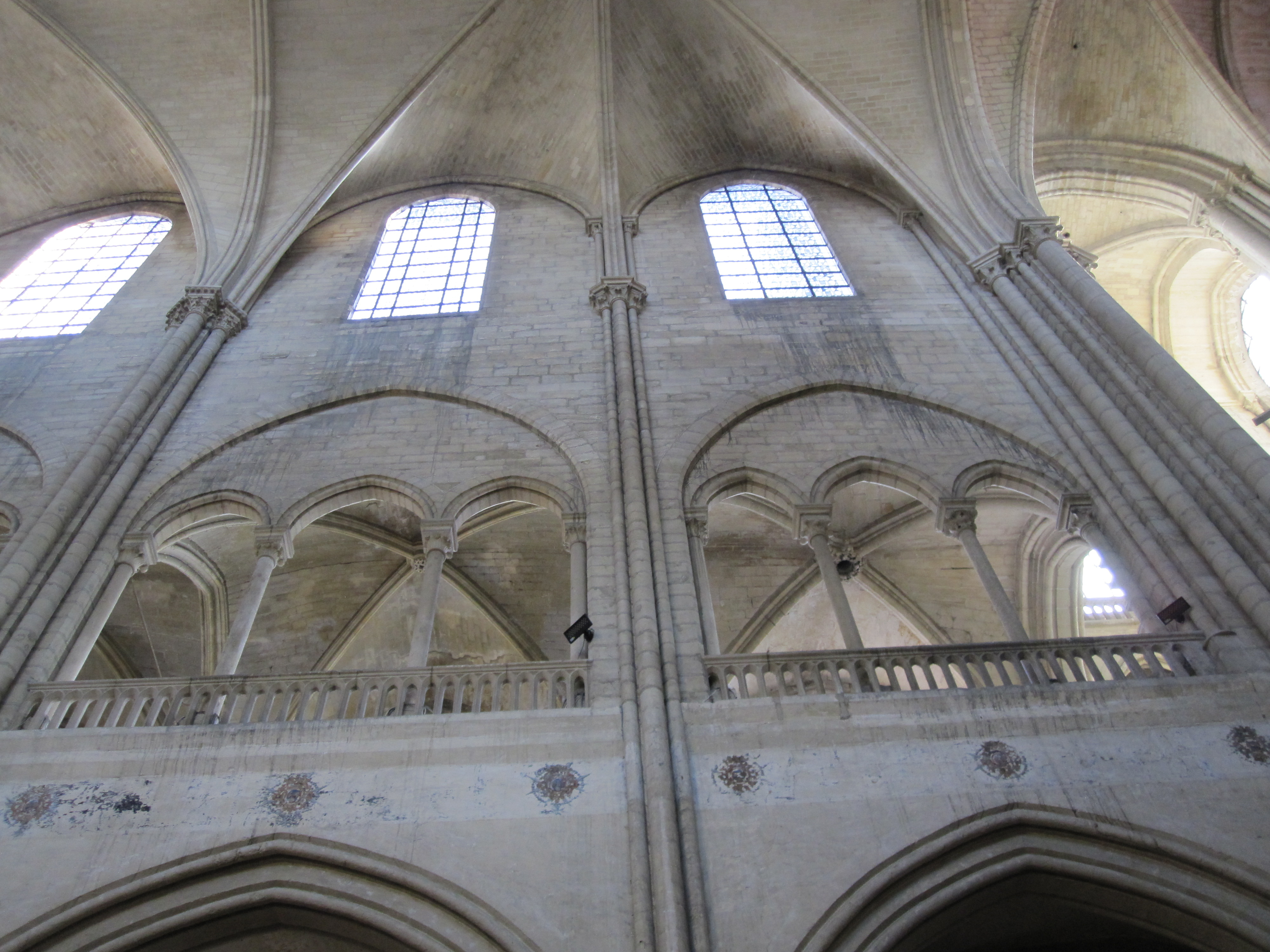
Collégiale Notre-Dame de Mantes-la-Jolie.
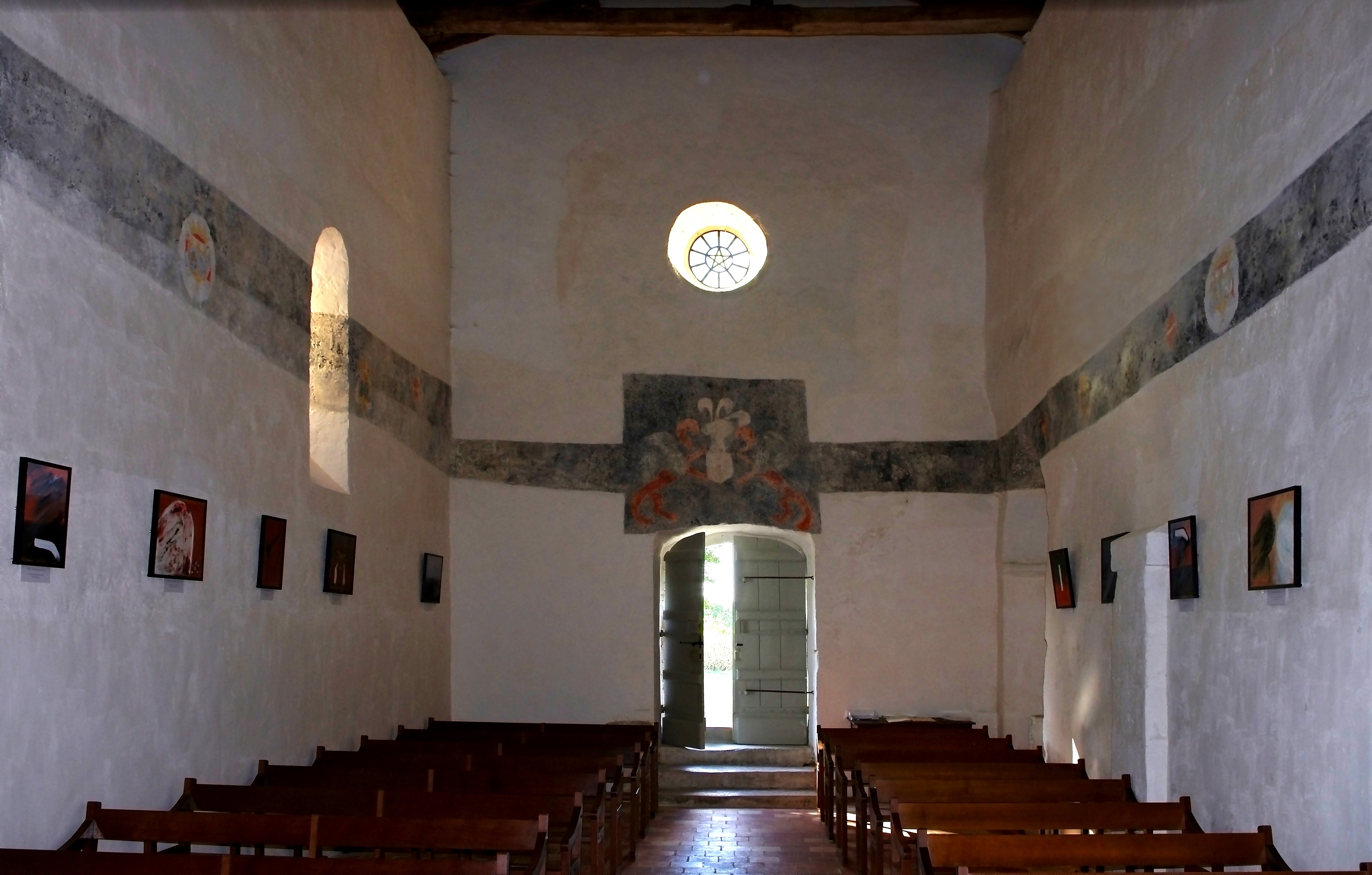
Église Saint-Martin de Poullignac, Charente.
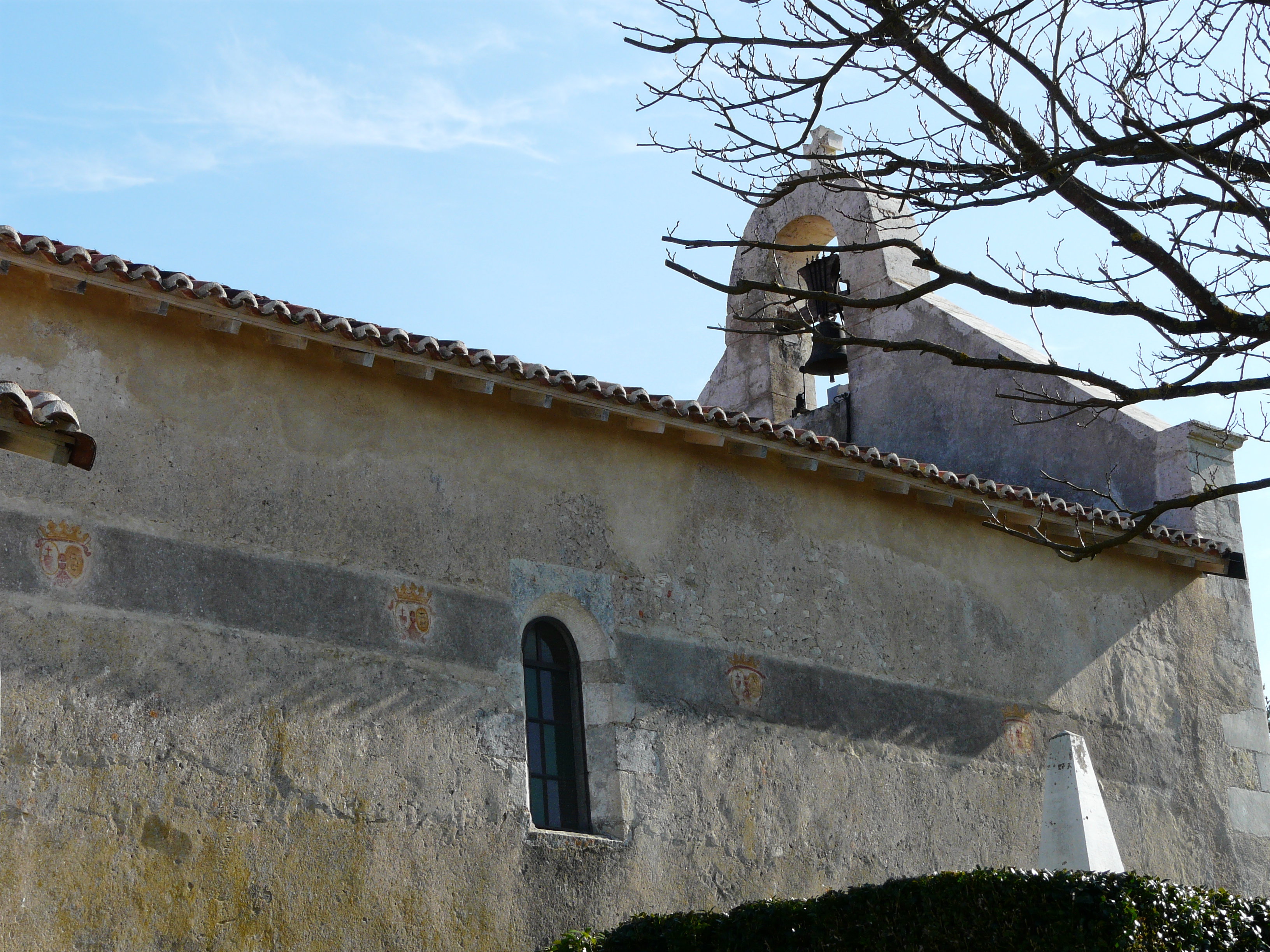
Litre extérieure de l'église Saint-Joseph d'Escoire.
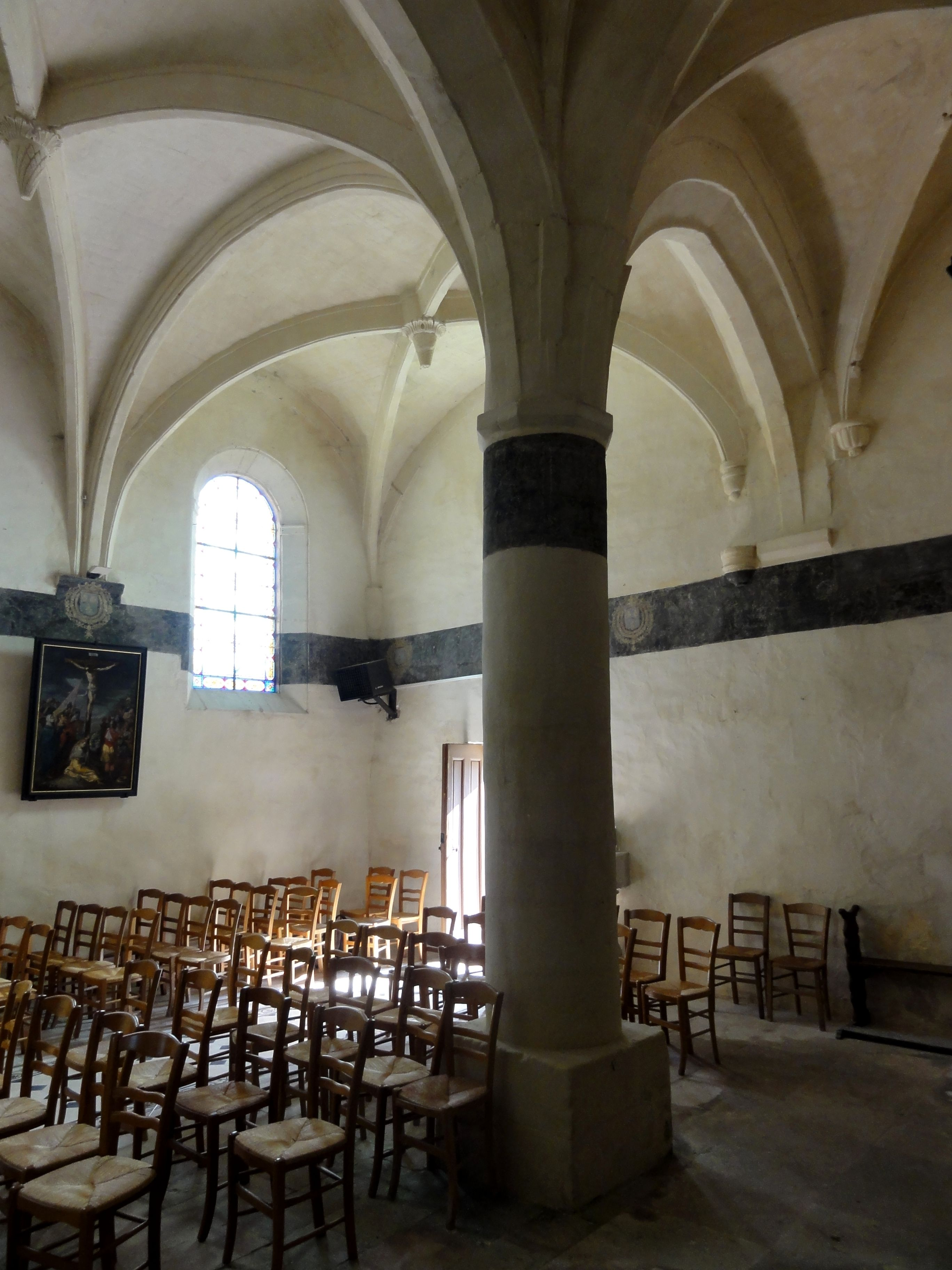
Église Saint-Gervais de Courteuil.
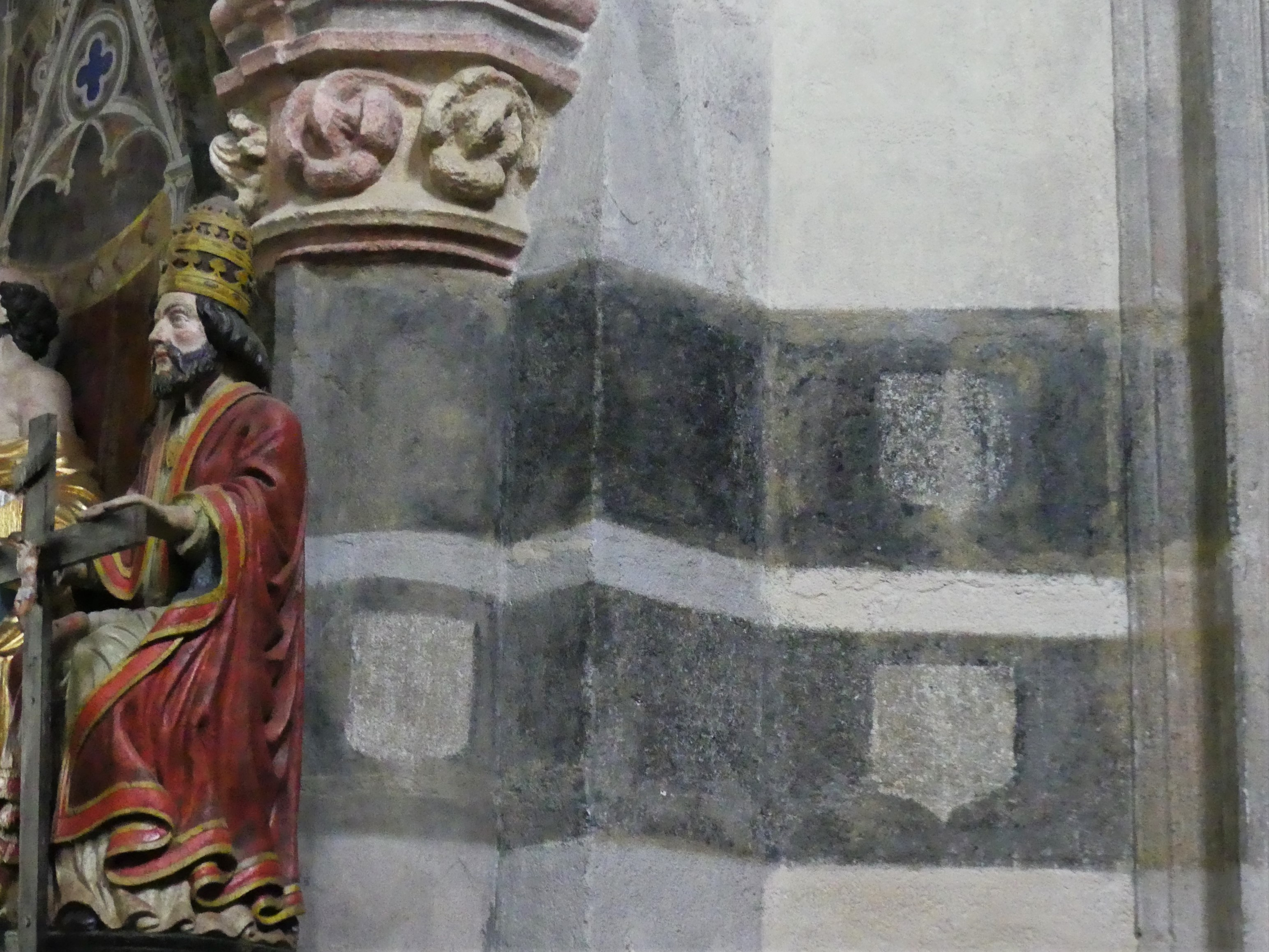
Double litre funéraire, église Sainte-Valérie de Felletin.
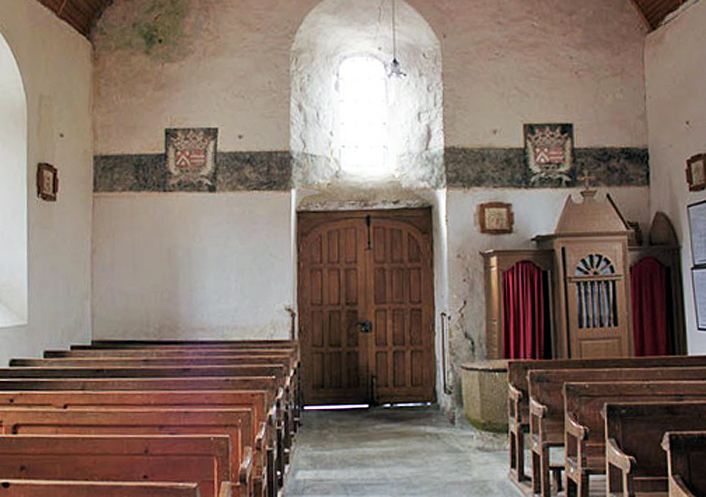
Litre funéraire de Simon et Léonor de Saint-Germain (XVIIIe siècle), Fichier:église Saint-Pierre de La Baleine.
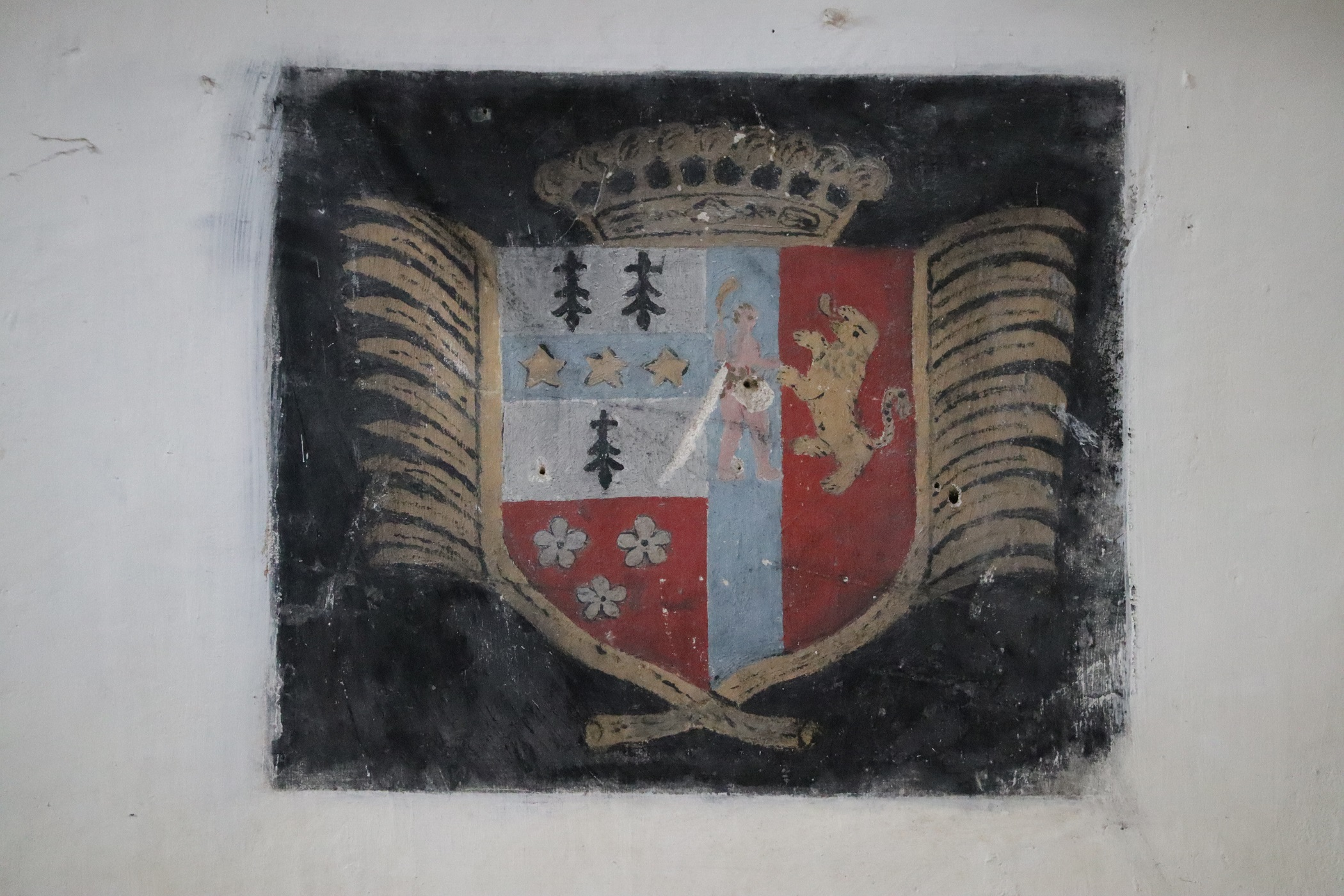
Blason sur fond de litre funéraire dans l'église Saint-Sulpice de Boux-sous-Salmaise.